# Parasanga
La parasanga (dal persiano فرسنگ, farsang o anche farsakh) è un'antica misura lineare persiana, utilizzata anche in Egitto e presso altri popoli del Medio Oriente. Il nome occidentale deriva dal greco parasángēs. 
Fra le corrispondenze delle varie misure è impossibile determinare con esattezza la lunghezza della parasanga in relazione al sistema metrico decimale. A seconda dei riferimenti a stadi, cubiti e piedi, a cui, a loro volta, ogni popolo dava un valore differente, la lunghezza della parasanga varia fra i 5,5 e i 6,5 chilometri circa.

## Fonti greche

### Erodoto
Il logografo Erodoto, del V secolo a.C., la riportava come pari a 30 stadi ellenici.

### Strabone
Lo storico e geografo greco Strabone, nel I secolo a.C., dava questa descrizione della parasanga:
(Strabone, Geografia VII, Rizzoli, Milano. Trad.: N. Nicolai - G. Traina)
Però gli opliti greci, pur senza raggiungere la spaventosa velocità di spostamento delle legioni, erano dei buoni marciatori. Su terreno pianeggiante e senza particolari difficoltà orografiche arrivavano a percorrere anche trenta chilometri.
Sempre Strabone, ancora in "Geografia" (XI, XI, 5), si attarda a definire la parasanga: 
(Strabone, Geografia, Rizzoli, Milano. Trad.: N. Nicolai - G. Traina)
Prendendo come riferimento lo stadio attico, usato da Polibio, che è uguale a 400 cubiti oppure 600 piedi (178 metri circa), la parasanga persiana "più lunga" è pari a 10680 metri, oltre 10 km e mezzo! Si capisce allora come, quando si consideri la parasanga divisa in trenta stadi, ci si avvicini ai quei 5,5 chilometri citati all'inizio.
D'altra parte, se si prende in considerazione lo stadio "teorico" di Posidonio, che sarà utilizzato da Tolomeo, l'unità di misura ellenica arriva anche a superare i 222 metri. In questo caso la parasanga arriva a 13320 metri. Se si divide questo valore per due (trenta stadi è la metà di sessanta) ci si avvicina, per leggero eccesso, ai 6,5 chilometri.
Con questo, si può avere un'idea del grado di precisione delle misurazione delle distanze terrestri al di fuori delle strade romane che pure, quando Strabone scriveva, erano un sistema ben sviluppato.

### Senofonte
Per avere un'idea di quanto distanza poteva mediamente percorrere un oplita greco in marcia, ci viene incontro lo studio fatto sul campo da Valerio Massimo Manfredi, il quale, dopo un'attenta analisi dell'Anabasi di Senofonte, dà un valore variabile tra i 5.000 e i 5.500 metri. La valutazione è stata fatta misurando le distanze percorse tra una città e l'altra e il tempo impiegato nel raggiungerle.
Da precisare che la parasanga, non essendo propriamente una distanza metrica, poteva variare e quindi tali valori sono da considerarsi come una media.
Comunque possiamo così dividere:
1 parasanga = 30 stadi = 5.500 metri circa
1 stadio = 100 orgìe = 177,6 metri
1 orgìa = 4 cubiti = 1,776 metri
1 cubito = 44,4 cm
Altre misure di lunghezza furono:
1 plettro = 100 piedi = 29,6 metri
1 piede = 30 cm circa

## Arabi
Il geografo nordafricano Al Idrisi, (Abu Abdallah Mohammed ben Mohammed al Idrisi; semplicemente Edrisi per gli occidentali) nel 1154 scrisse il Kitaab Nu-hat al mushtakf iktiraq al afaq ("Libro dell'uomo avido di conoscere gli orizzonti", o "Libro di Re Ruggero"). In questa sua trattazione divideva la linea dell'equinozio (il più grande cerchio del mondo) in 360 gradi e ogni grado era composto di 25 parasanghe a loro volta divise in cubiti, piedi, ecc.
Per dare un'idea della difficoltà di comparazione osserviamo con quanta precisione un altro geografo arabo, Ismail Abu al Fida (Abulfeda), (1273 - 1331), nel suo "Determinazione dei paesi in longitudine e latitudine" (Thakwim el-Boldan), descriva le varie suddivisioni della parasanga:
"La posta si compone di quattro parasanghe,
e la parasanga [si compone] di tre miglia.
Il miglio si compone di mille braccia,
e il braccio [si compone] di quattro cubiti.
Il cubito è di ventiquattro dita, e il dito si compone
di sette grani accostati l'uno all'altro.
Il grano equivale a sette peli di mulo."
Ne deriva matematicamente che, secondo Abu al Fida, per misurare una parasanga è necessario porre uno a fianco all'altro, pelo più pelo meno, 14.112.000 peli di mulo. Sempre secondo il matematico arabo, dato che per ogni sette peli di mulo si otteneva un grano d'orzo, si può concludere che per calcolare una parasanga erano necessari 2.016.000 grani d'orzo, che, a mezzo grammo l'uno, ci porta a scoprire che, di orzo, ce ne serve circa una tonnellata.